# پل ایزدخواست
پل ایزدخواست مربوط به دوره صفوی است و در ایزدخواست، داخل شهر واقع شده و این اثر در تاریخ ۷ مهر ۱۳۵۴ با شمارهٔ ثبت ۱۱۱۰ به‌عنوان یکی از آثار ملی ایران به ثبت رسیده‌است.